# Tatlins torn

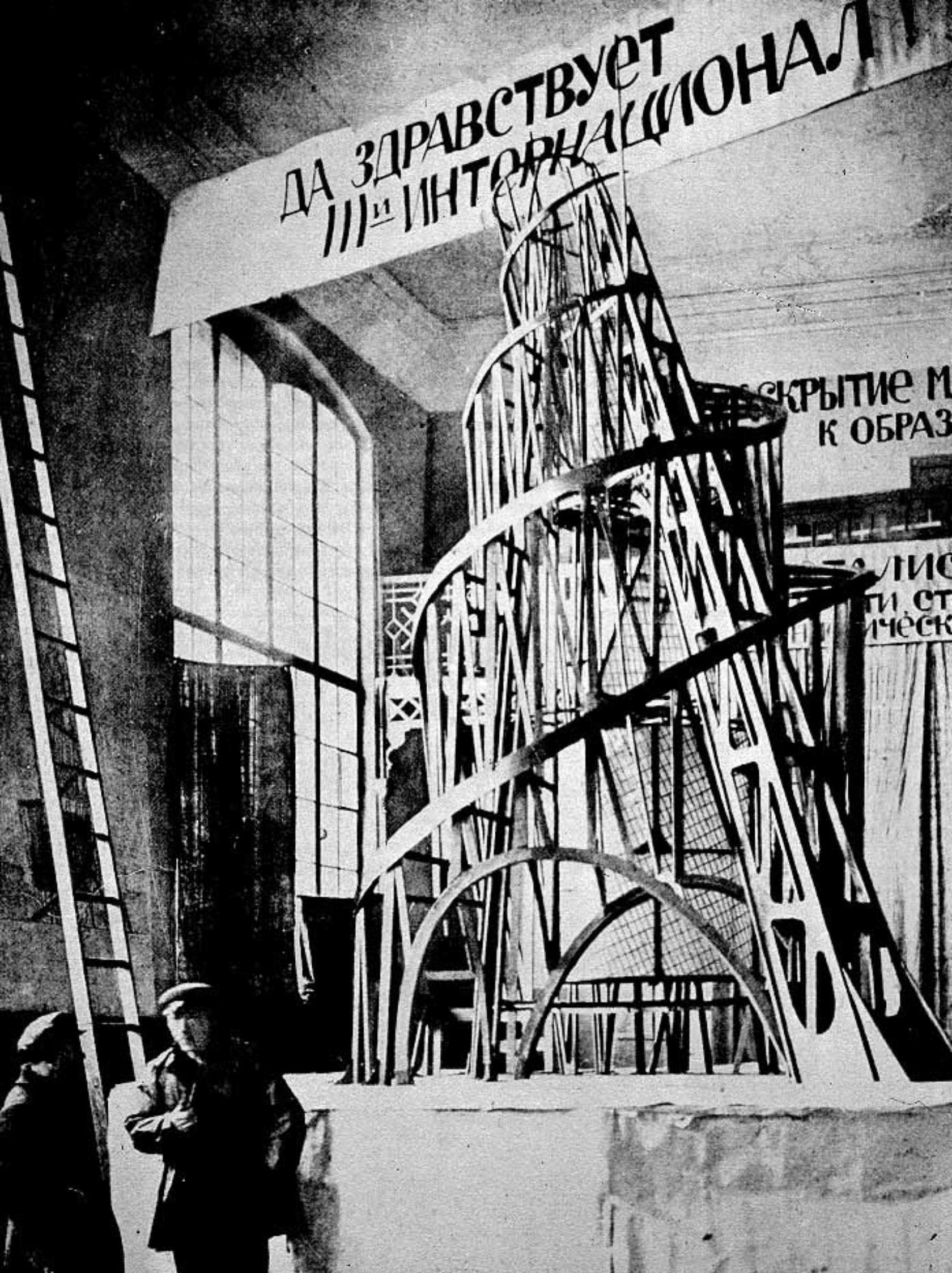
Modell av tornet, från 1919.

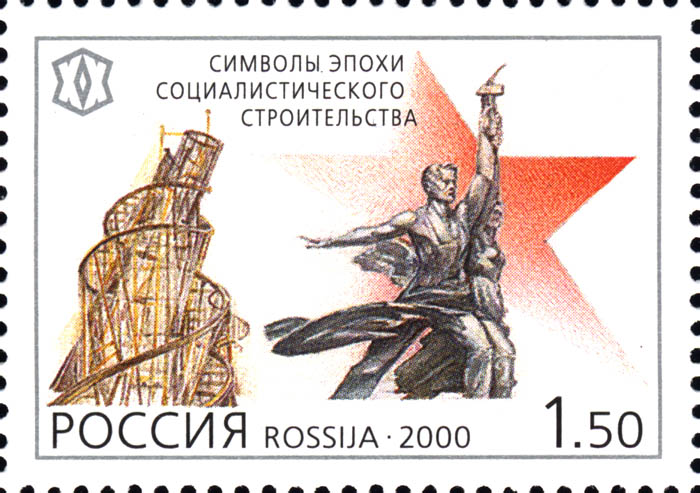
Tatlins torn på rysk frimärke 2000.

Tatlins torn eller Monument för den tredje internationalen var en tänkt monumentalbyggnad skapad av den ryske konstnären och arkitekten Vladimir Tatlin, som aldrig realiserades. Den var planerad av byggas i Petrograd (nuvarande Sankt Petersburg) och fungera som huvudkontor och monument åt Komintern (den tredje internationalen) men på grund av den ekonomiska krisen efter oktoberrevolutionen 1917 blev monumentet aldrig realiserat.
En modell av tornet finns idag att beskåda på Moderna museet i Stockholm.

## Planer
Tatlins konstruktivistiska torn skulle ha byggts av industriella material som järn, glas och stål. Både vad gällde material, form och funktion så var det tänkt som en uppåtsträvande symbol över moderniteten. Tornet var så enormt att Eiffeltornet skulle sett ut som en dvärg i jämförelse. Tornets huvudform var en dubbelhelix som tvinnade sig upp till en höjd på 400 meter. Besökare skulle transporteras i byggnaden via olika typer av mekaniska anordningar. Huvudstrukturen skulle bestå av fyra stora hängande geometriska rumsliga strukturer. Dessa skulle rotera med olika hastigheter. Nederst fanns en kub som var skapad som en lokal för föreläsningar, konferenser och lagstiftande möten. Denna kub skulle rotera med en hastighet av ett varv per år. Ovanför denna kub skulle det finnas en mindre pyramid som skulle inrymma verkställande verksamheter och denna skulle göra ett varv per månad. Ovanför denna form fanns en cylinder, som skulle inrymma ett informationscenter som skulle sända bulletiner och manifest via telegrafi, radio och högtalare, och detta center skulle genomföra ett varv per dygn. Överst skulle det finnas en glob som skulle innehålla radioapparatur. Det fanns även planer på att installera en gigantisk bioduk utanpå cylindern och även en projektor som skulle kunna projicera meddelanden på molnen.